# Mirobalanovec
Mirobalanovec (znanstveno ime Terminalia catappa) je tropsko drevo, ki je samoraslo na Andamanskih otokih. Zanj so se uveljavila tudi imena indijski mandljevec, bengalski mandljevec, tropski mandljevec in še mnoga druga.

## Opis
To listopadno drevo zraste od 20 do 25 metrov visoko, deblo pa je sivo rjave barve in pri starih drevesih razpoka na kvadratne plošče. Veje drevesa so vodoravne in poganjajo vretenasto okoli debla. Listi so dolgi okoli 30 cm, poženejo pa na koncu mladih vejic. So jajčaste oblike, na vrhu pa so topo zaključeni. Listne žile so na zgornji strani lepo vidne, na spodnji strani listov pa izrazito izstopajo in so pokrite z gostimi dlačicami. Listi so sprva zeleni, nato pa začnejo počasi rdečeti in so v zadnji fazi povsem rdeče barve.
Drobni, beli cvetovi z rumenimi prašnicami so združeni v klase in poženejo med listi na koncu poganjkov. Iz oplojenih cvetov se razvije okoli 5 cm velik, okrogel zelenkast ali rdečkast plod, ki nekoliko spominja na plod mandljevca, v katerem je po eno seme. 

## Razširjenost in uporabnost
Domovina mirobalanovca so Andanamski otoki v Bengalskem zalivu, od tam pa se je drevo razširilo v vse tropske kraje. Razmnožuje se samo s semeni, v nekaterih delih Azije pa je drevo postalo gospodarsko dokaj pomembno.
Iz semena v Indiji namreč pridobivajo olje, veliko bolj pomemben pa je meseni del plodu, ki vsebuje kar okoli 50% taninske snovi, ki jo v Indiji uporabljajo pri strojenju usnja. V preteklosti so plodove uporabljali tudi v tradicionalni medicini.
Les je gost in trden ter značilno rdeče barve. V vodi je izjemno obstojen, zaradi česar iz njega v Polineziji izdelujejo kanuje.